# کیزیل-آجلو
کیزیل-آجلو (به گرجی: ყიზილ-აჯლო، به ترکی آذربایجانی: Qızılhacılı) یک منطقهٔ مسکونی در گرجستان است که در شهرداری مارنئولی واقع شده‌است. کیزیل-آجلو ۷٬۲۹۱ نفر جمعیت دارد.

## جغرافیا
کیزیل-آجلو در نزدیکی شهر مارنئولی و در ارتفاع ۴۰۰-۴۲۰ متر بالاتر از سطح دریا جای دارد.

## مردم
این ناحیه بر اساس سرشماری گرجستان در سال ۲۰۰۲ میلادی ۷۱۲۴ نفر جمعیت داشته است که ۷.۵ درصد جمعیت شهرداری مارنئولی را تشکیل می‌دهد. بیشترین درصد قومی برای آذری‌ها با ۹۸٪ جمعیت است. ۴۹.۵ درصد مردم مرد و ۵۰.۵ درصد زن هستند.